# Nissyros
Nissyros (tiếng Hy Lạp: ?) là một khu tự quản ở vùng Nam Egeo, Hy Lạp. Khu tự quản Nissyros có diện tích 50 km², dân số theo điều tra ngày 18 tháng 3 năm 2001 là 928 người.